# Фосфорилирование
Фосфорилирование — процесс переноса остатка фосфорной кислоты от фосфорилирующего агента-донора к субстрату, как правило, катализируемый ферментами и ведущий к образованию сложных эфиров фосфорной кислоты:
АТФ + R-OH → АДФ + R-OPO3H2
В живых клетках фосфорилирование — один из наиболее распространённых видов посттрансляционной модификации белка. Процессы фосфорилирования и дефосфорилирования различных субстратов являются одними из важнейших биохимических реакций. Они катализируются особыми ферментами, выделяемыми в особый класс киназ, или иначе фосфотрансфераз.
Так, например, фосфорилирование или дефосфорилирование того или иного белка часто регулирует функциональную активность данного белка (усиливает её или наоборот «выключает» данный белок функционально).
Фосфорилирование также необходимо для получения активных коферментных форм многих витаминов группы B. Например, при двойном фосфорилировании тиамина образуется кокарбоксилаза (кофермент фермента карбоксилазы), при фосфорилировании пиридоксаля (альдегидной формы витамина B6) — пиридоксаль-6-фосфат, являющийся коферментом многих ферментов обмена аминокислот, при фосфорилировании никотинамида (витамина PP) — никотинамидадениндинуклеотидфосфат (НАДФ), являющийся коферментом во многих важнейших окислительно-восстановительных реакциях и т. д.
Также с фосфорилирования гексоз начинается процесс гликолиза. Фосфорилирование АДФ обеспечивает запасание энергии в форме АТФ для её последующего расходования. И это лишь малая часть реакций фосфорилирования, протекающих в живых клетках.

## Фосфорилирование белков
Обратимое фосфорилирование боковых цепей аминокислот — широко распространённый способ регуляции активности ключевых белков клетки, в том числе ферментов и белков сигнальных путей. Считается, что фосфорилированию подвержено около трети всех белков эукариот.
О существовании фосфопротеинов было известно уже в конце XIX века. В то время считалось, что их функция — аккумуляция питательных веществ, так как фосфоказеин был обнаружен в молоке, а фосфовитины — в яичном желтке. Только в 50-х годах XX века стало понятно, что фосфопротеины распространены повсеместно. В 1954 году в эксперименте по фосфорилированию казеина гомогенатом митохондрий из клеток печени крысы было показано, что фосфорилирование белков имеет ферментативный характер. Исторически первым было открыто фосфорилирование белков по остаткам серина, затем стало известно фосфорилирование по остаткам треонина. Первая тирозиновая киназа была открыта в 1980 году, это был продукт гена src вируса саркомы Рауса.
Под реакцией фосфорилирования белка понимают присоединение фосфатной группы через фосфоэфирную связь (О-фосфорилирование) к гидроксильной группе боковой цепи остатка серина, треонина или тирозина, донором фосфата при этом является АТФ. В подавляющем большинстве случаев фосфорилирование происходит именно по этим трём аминокислотным остаткам. Однако в природе встречается также фосфорилирование по остаткам гистидина и аргинина (N-фосфорилирование), аспартата и глутамата (A-фосфорилирование). Образующиеся при фосфорилировании эфиры фосфорной кислоты весьма стабильны, поэтому для их разрушения необходимы специальные ферменты – протеинфосфатазы. Это создаёт основания для тонкой регуляции уровня фосфорилированности белка с помощью контроля за уровнем соответствующих протеинкиназ и протеинфосфатаз.
Введение в молекулу белка остатка фосфорной кислоты, как правило, меняет её свойства. Это связано с химической природой фосфатной группы, которая может формировать водородные связи и электростатические взаимодействия с компонентами белковой молекулы. В результате может изменяться пространственная структура белка и, как результат, его активность и способность связываться с другими молекулами.